# Mont Genyen
Le mont Genyen (chinois : 格聂峰 ; chinois traditionnel : 格聶峰 ; pinyin : Géniè Fēng) est une montagne des monts Shaluli dans l'Ouest du Sichuan en Chine. Le sommet s’élève à 6 204 mètres d'altitude et constitue le troisième sommet le plus haut de la province. Sa première ascension date de 1988 par une équipe japonaise.